# Kraina Lovecrafta (serial telewizyjny)
Kraina Lovecrafta (ang. Lovecraft Country) – amerykański serial telewizyjny grozy, stworzony przez Mishę Green. Powstał na podstawie powieści z 2016 pod tym samym tytułem, której autorem jest Matt Ruff. W rolach głównych występują Jurnee Smollett i Johnatan Majors. Premiera odbyła się 16 sierpnia 2020 w HBO. Serial jest produkowany przez Monkeypaw Productions, Bad Robot Productions i Warner Bros. Television Studios.
Serial opowiada o młodym, czarnoskórym mężczyźnie, który podróżuje po USA w latach 50. XX wieku. Poszukuje zaginionego ojca, poznając sekrety nękające miasto, na bazie których H.P. Lovecraft prawdopodobnie napisał swoje opowieści.